# Manoir du Manoir
Le manoir du Manoir est un édifice situé au Manoir, en France.

## Localisation
Le monument est situé dans le département français du Calvados, sur le territoire de la commune du Manoir, sur la route de Vienne-en-Bessin.

## Historique
L'édifice est daté de la fin du XVe siècle ou du début du XVIe siècle ou de la deuxième moitié du XVIe siècle ou de la première moitié du XVIIe siècle.
Le manoir subit des modifications dans la première moitié du XIXe siècle.
Le manoir, à l'exception de la grille d'entrée, est inscrit en totalité au titre des Monuments historiques depuis le 1er août 1939.

## Architecture
Le manoir possède un élément caractéristique du XVe siècle-XVIe siècle, la tour, sur la façade d'entrée de l'édifice. Une porte cochère a été bouchée sur cette dernière.
La disposition, fréquente en Bretagne, « affirme d'emblée la noblesse du lieu ».